# Penninikum
Penninikum, penninická zóna nebo penninský příkrov, je příkrovová strukturní zóna v Alpách.
Sestává z hornin různého původu, z nichž všechny, kromě těch v Préalpes Romandes, byly v eocénu odlepeny a přesunuty a poté prošly silnou polystadiální přeměnou. Horniny penninika mají původ mezi jižním evropským okrajem a severním okrajem Apulské desky a ležely na různých typech zemské kůry. Tvořily dno Piemontsko-ligurského a Valaiského oceánu a povrch Briançonnaiského kontinentálního pásma.
Penninikum obsahuje horniny nejvyššího stupně přeměny ze všech alpských zón. Nacházejí se zde i typické ofiolitové komplexy s hlubokomořskými souvrství, ale i přeměněné fylity, svory a amfibolity.
Označení penninikum je odvozeno od výskytu v Penninských Alpách.

## Členění v Západních Alpách
V Západních Alpách se vyskytuje penninikum v nadloží helvetika. Byly zde vyčleněny 4 paleogeografické domény:
- Oblast původního Evropského kontinentálního okraje, která byla subdukována a později exhumována. Tvoří ji vnější krystalinické masivy a helvétské příkrovy.
- Oblast severopenninského (tzv. Valaiského) oceánu, která tvoří spodní penninské příkrovy. Výskyt eklogitových čoček poukazuje na to, že při subdukci tyto horniny dosáhly velkých hloubek v zemském plášti. Horniny bývalého Valaiského oceánu jsou tvořeny sedimenty křídového stáří, které byly přeměněny na mramor (původně vápence) jakož i terciérní flyš, přeměněný na svory.
- Oblast Briançonnaiského mikrokontinentu. Jde o krystalinické horniny, které byly během hercynské orogeneze intrudovány granitoidy, jakož i přeměněné usazené horniny: na grafit bohaté karbonské sedimenty, červené permské pískovce, triasové evapority a tenké polohy jurských a křídových vápenců. Příkladem jsou příkrovy Sankt Bernard a Monte Rosa. Monte Rosa a Mischabelhörner jsou příkrovy fundamentu,[3] které tvoří rozsáhlá tělesa rul. Tato oblast dnes tvoří střední penninské příkrovy.
- Oblast Piemontsko-ligurského oceánu nebo jihopenninského oceánu, představují ofiolity s hlubokomořskými jílovitými břidlicemi. Vápence, které se usadily v mělčích oblastech, byly přeměněny na mramor. Tvoří vrchní penninské (ofiolitové) příkrovy. V oblasti Piemontsko-ligurského oceánu se nacházel i tzv. Carvinský teran.[4]

## Členění ve Východních Alpách
Ve Východních Alpách vystupují horniny penninika zpod austroalpinika ve třech tektonických oknech: Engadin, Vysoké Taury a v rechnitzském okně, blízko hranic s Maďarskem. Taurské okno se nachází v jádru mohutné klenby, proto obnažené penninikum tvoří nejvyšší vrcholy Východních Alp, jako například Grossglockner. V této oblasti bylo penninikum členěno následujícím způsobem:
- staré prekambrické a kambrické ruly krystalinika kontinentální kůry.
- mladší hercynské (svrchněkarbonské) granitoidní intruze, později přeměněné na ruly během pokračující alpinské metamorfózy.
- ofiolity, často intrudované granity.
- triasové a jurské sedimenty, přeměněné na vápenaté fylity. Místy na nich leží křídový až terciérní flyš.

Porovnání východoalpských penninických jednotek s jejich západoalpskými ekvivalenty je dodnes předmětem diskusí. Hlubokomořské přeměněné horniny, které jsou typické pro penninikum v obou částech pohoří jsou označovány jako Bündnerschiefer nebo „schistes lustrés“. Ve Východních Alpách dodnes nebyla prokázána přítomnost Briançonnaiského terranu, což se vysvětluje tím, že mikrokontinent směrem na východ vykliňoval a oba oceány (Valaiský i Piemontsko-ligurský) se tu spojovaly do jednoho.